# SBI新生銀行
SBI新生銀行（日语：／ SBI Shinsei Ginkō */?）是位在日本東京都中央區的普通銀行。

## 历史
1998年（平成10年）10月，前身的日本長期信用銀行破產，遭到國有化。2000年（平成12年）3月，由外資銀行收購。同年6月，改稱「新生銀行」。
2009年4月25日，青空银行宣布将和新生银行合并，但由于新生银行经营状况不佳，最终交易在2010年5月宣告终止。
2021年，思佰益併購了新生銀行，並將其更名為SBI新生銀行。

## 外部連結
- 新生銀行 （页面存档备份，存于）